# 硬骨草属
硬骨草属（学名：Holosteum）是石竹科下的一个属，为一年生草本植物。该属共有6种，分布于东半球北温带。